# Knappskog
Knappskog is een plaats in de Noorse gemeente Øygarden, provincie Vestland. Knappskog telt 1108 inwoners (2007) en heeft een oppervlakte van 0,84 km².